# Bargraf
Bargraf, "linijka analogowa" – rodzaj wskaźnika cyfrowego (np. na wyświetlaczach przyrządów pomiarowych) symulującego wskazanie analogowe. Budowany jest w formie paska składającego się z dużej ilości (np. kilkudziesięciu) punktów lub krótkich odcinków, z których kolejne kolejno włączają się (świecą, albo stają się widoczne na wyświetlaczach typu LCD) w miarę tego, jak mierzona zmienna rośnie. 
Często linijka analogowa pokazywana jest obok (powyżej lub poniżej) cyfr wyświetlacza numerycznego. 

Wskazanie 16,5 na wyświetlaczu z "linijką analogową" złożoną z 51 segmentów

Użycie mierników ze wskaźnikiem analogowym użyteczne bywa wówczas, gdy mierzona wartość zmienia się w krótkim przedziale czasu. Dzięki zastosowniu bargrafu oprócz (albo zamiast) szacunkowej (uśrednionej) wartości przy spowolnionej reakcji wyświetlacza cyfrowego (albo migotania cyfr) widoczna jest ruchoma linijka, która informuje o zmianach wartości mierzonej i podaje też przybliżoną jego wartość.
Podobną rolę, co linijki analogowe konstruowane na bazie wskaźników ciekłokrystalicznych albo szeregów diod świecących pełniły w przeszłości wskaźniki analogowe zbudowane w oparciu o lampy elektronowe typu "magiczne oko", zwłaszcza lampy z ekranami w postaci wąskiego prostokąta (jak lampa typu EM84 albo podwójna – EMM801). Ze względu jednak na niewielkie rozmiary takiego wskaźnika dokładność wskazania jest w tym przypadku dalece niewystarczająca.